# Oncocnemis sagittata
Oncocnemis sagittata là một loài bướm đêm trong họ Noctuidae.